# Nacliodes minor
Nacliodes minor là một loài bướm đêm thuộc phân họ Arctiinae, họ Erebidae.